# Jimmy Cozier
Jimmy Cozier ist ein US-amerikanischer R&B-Sänger.

## Biografie
Cozier begann als Sänger/Songwriter für Künstler wie Mýa, Sinéad O’Connor und Janet Jackson, deren Hit Girlfriend er mitschrieb. Er war Background-Sänger für Lil’ Kims Lied "Backstabbers".
Nachdem Wyclef Jean Cozier Clive Davis empfahl, wurde er bei J Records unter Vertrag genommen. 2001 erschien sein Debütalbum Jimmy Cozier, das Platz 65 der Billboard Top 200 und Platz 15 der Top R&B Album Charts erreichte. Sein Song She’s All I Got stieg auf Platz 26 der Billboard Hot 100 und auf Platz 4 der Hot Hip-Hop-/R&B-Singles-Charts. Nach der Veröffentlichung der Single So Much To Lose fing er an für andere Künstler zu schreiben (u. a. Olivia).
2007 erschienen die zwei Singles "U Got Them Goods" und "You". März 2010 erschien die Download-Single Tonight.
Sein zweites Album heißt "Way of Life".

## Diskografie

### Alben
- 2001: Jimmy Cozier
- 2010: Way of Life
- 2016: Get Cozi

### Singles
- 2001: She’s All I Got
- 2001: So Much to Lose
- 2007: U Got Them Goods
- 2007: You
- 2010: Tonight
- 2013: Girls Girls
- 2013: Always Be My Lady (mit Sean Paul)
- 2014: Choose Me (mit Shaggy)
- 2014: Special Girl (mit Gyptian)
- 2016: I’ll Change